# Veerse Joffers

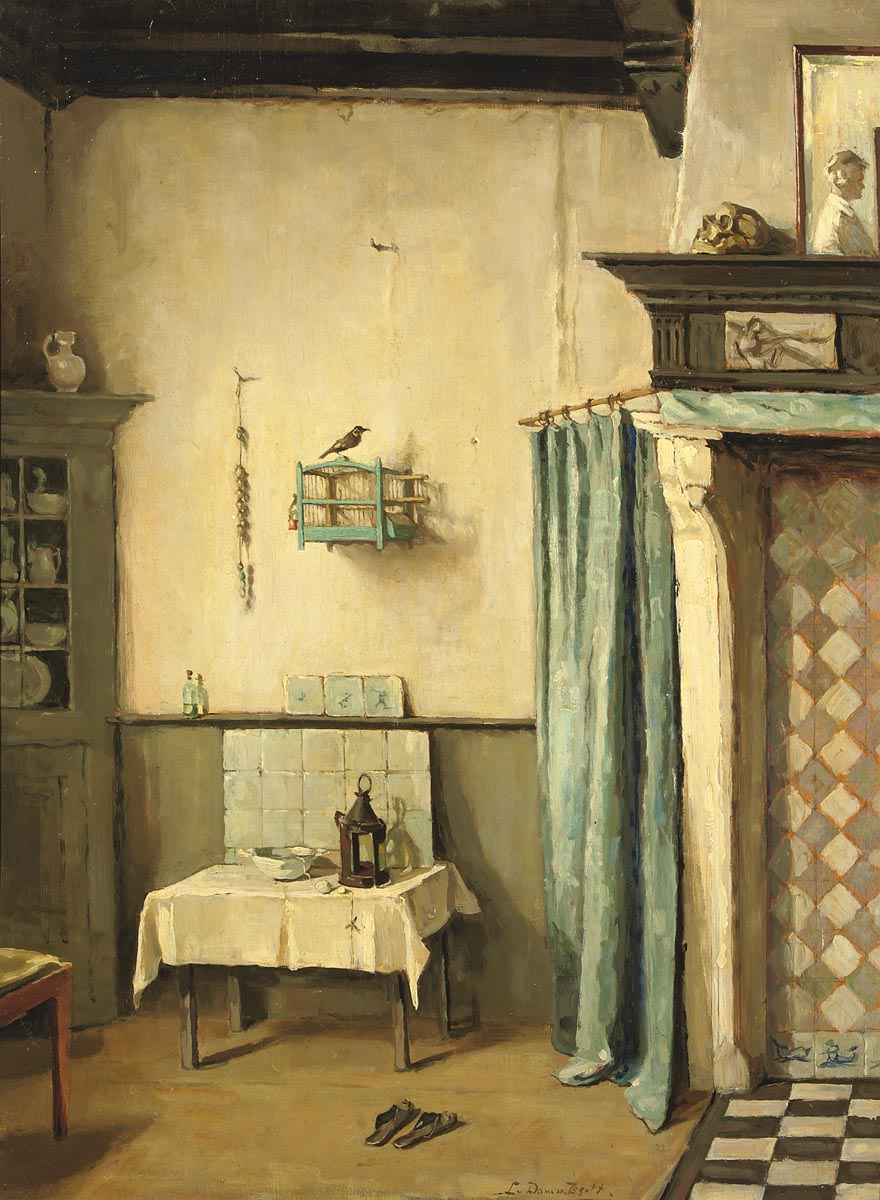
Atelier in Veere - Lucie van Dam van Isselt

De Veerse Joffers waren negen zelfstandig werkende vrouwelijke kunstenaars die in de periode 1907-1992 in Veere woonden en werkten. Zij exposeerden in de zomer in de Schotse Huizen.
Tot de Veerse Joffers behoren:
- Claire Bonebakker
- Mies Callenfels-Carsten
- Anneke van der Feer
- Lucie van Dam van Isselt
- Ada Góth-Löwith
- Sárika Góth
- Jemmy van Hoboken
- Ina Rahusen
- Bas van der Veer

## Wetenswaardigheden
- Mannelijke schilders uit Veere werden Veeristen genoemd.
- In Amsterdam bestonden de Amsterdamse Joffers.
- In Domburg werkten de Domburgse dames.